# Grubbiaceae
Famille
Classification APG III (2009)
La petite famille des Grubbiacées regroupe des plantes dicotylédones. Selon Watson & Dallwitz elle comprend cinq espèces réparties en un à deux genres.
Ce sont des arbustes xérophytes des régions arides d'Afrique australe.

## Étymologie
Le nom vient du genre type Grubbia, donné en l’honneur du botaniste suédois Michael Grubb (1728–1808), qui étudia la flore d’Afrique du Sud.

## Classification
La classification phylogénétique APG II (2003) la situe dans l'ordre des Cornales.

## Liste des genres
Selon Angiosperm Phylogeny Website (12 nov. 2015) et NCBI (12 nov. 2015) :
- genre Grubbia Bergius

Selon DELTA Angio (12 nov. 2015) :
- Grubbia (en)
- Strobilocarpus (es)

## Liste des espèces
Selon NCBI (24 juin 2010) :
- genre Grubbia
  - Grubbia rosmarinifolia
  - Grubbia tomentosa